# Fußballtennis

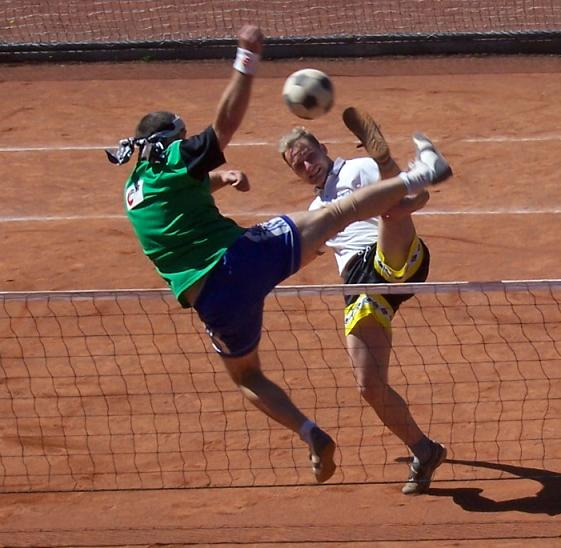
Fußballtennis

Fußballtennis ist eine Ballsportart, bei der es einen offiziellen Verband FIFTA und Weltmeisterschaften gibt.

## Geschichte
Fußballtennis hat seine Ursprünge in der ehemaligen Tschechoslowakei. Dort wird der Sport seit 1922 oder seit 1936 gespielt (die genaue Jahreszahl wird vom tschechischen Fußballtennisverband recherchiert) und damals noch unter dem Begriff „fotbal přes šňůru“ (dt.: Fußball über die Schnur) das erste Mal erwähnt. 1940 wurde für ein Turnier in der Ortschaft Montana na Berounce zum ersten Mal ein Regelwerk erstellt. Durch die steigende Popularität des Sportes und die immer häufigeren unabhängigen Turniere wurden Stimmen laut, die eine Fußballtennisliga forderten. So entstand 1953 die Trampská liga, ein Turnier mit 10 Mannschaften in zwei Gruppen, zunächst nur aus dem tschechischen Teil der Tschechoslowakei. Spätestens ab 1963 fand dieser Sport „Nohejbal“ (tschechische und slowakische Bezeichnung) auch in der Slowakei Verbreitung. Ab 1969 fanden dann die ersten landesweiten Meisterschaften im Tripel in der Tschechoslowakei statt, zwei Jahre später im Doppel, beides zunächst noch als Turnier. Erst 1972 entstand eine landesweite Liga mit regelmäßigem Spielbetrieb, erster Meister wurde Solidarita Praha.
Im Jahr 1987 gründete sich die FIFtA (Federation International Footballtennis Association), die 1991 die erste Europameisterschaft veranstaltete.
In Deutschland wurde Fußballtennis erstmals in den 1950er Jahren gespielt. Schnürles, so wird dieses Spiel auch genannt, wurde vom Pforzheimer Fußballidol Fritz Schnürle eingeführt. Als Trainer im Pforzheimer Raum trug er zur Verbreitung einen wesentlichen Anteil. Auch der Brettener Sportler Gernot Bittner verhalf der Sportart in der 2. Hälfte des 20. Jahrhunderts zu gewisser regionaler Bekanntheit.

## Allgemeine Regeln für alle Disziplinen

### Das Spielfeld
Das Spielfeldmaß:
- - für Einzel: 9 × 12,8 m
  - für Doppel und Tripel: 9 × 18,0 m

- Das Spielfeld wird durch ein Netz in zwei Hälften geteilt. Die Linien sind 5 + 1 cm breit.
- Die Grund- und Seitenlinien sind Teil des Spielfeldes.
- Angrenzend zum Spielfeld muss aus sportlichen und Sicherheitsgründen seitlich und hinter der Grundlinie noch genügend Platz den Spielern zur Verfügung stehen:
  - seitlich: mindestens 3 m
  - hinter der Grundlinie: mindestens 3,5 m
- Das Spielfeld darf eine maximal Neigung von 1 % und keine Unebenheiten aufweisen, die mehr als 2 cm betragen oder eine scharfe Kante haben.

### Das Netz
- Definition: Nur der Teil, der sich über dem Spielfeld zwischen den Seitenlinien befindet, zählt als Netz. Die Netzlänge kann durch zwei runde Stangen aus Metall oder Plastik (in Ausnahmefällen auch Holz), die auf den Seitenlinien stehen, definiert werden. Die Stangen sind Teil des Netzes.
- Das Netz muss so gespannt sein, dass es an allen Stellen des Netzes 110 cm hoch ist (max. Abweichung + 2 cm).

Der Abstand des unteren Teils des Netzes zum Boden darf nicht mehr als 20 cm betragen.
Die Höhe des Netzes für Kinder bis zwölf Jahre beträgt 100 cm.
Sollte die Netzhöhe während eines Ballwechsels unter das Höhenlimit sinken, z. B. weil eine Stützstange verrutscht oder gebrochen ist, wird der Ballwechsel wiederholt.

### Der Ball
Die offiziellen FIFTA-Ball-Parameter:
- Erzeugung: geleimt (nicht genäht), 32 Flächen
- Farbe: Schwarz und Weiß
- Material: synthetisches oder Naturleder
- Gewicht: 396–453 g
- Umfang: 680–710 mm
- Aufspringhöhe: 660–720 mm (nachdem man den Ball aus 1 m Höhe mit dem Ventil nach oben fallengelassen hat)
- Luftdruck: 60–65 kPa

### Spielbeginn
- Die Mannschaft (Spieler), welche die Wahl gewonnen hat, kann sich zwischen der Spielfeldhälfte, auf der sie beginnen möchte, oder dem Service entscheiden.
- Vor Beginn des dritten und entscheidenden Satzes, d. h. beide Mannschaften haben jeweils einen Satz gewonnen, werden die erzielten Punkte aus diesen beiden Sätzen zusammengezählt. Die Mannschaft, die mehr Punkte erzielt hat, darf nochmals zwischen Seite oder Service wählen. Im Falle eines Punktegleichstandes wird nochmals gewählt.

### Aufschlag
- Der Aufschlag wird mit dem Fuß sowie hinter der Grundlinie und innerhalb der verlängerten Seitenlinien ausgeführt.
- Zulässige Arten der Aufschlages:
  - Volley nach Aufwurf
  - nach Aufsprung des Balles auf dem Boden
  - als Drop-Kick
  - direkt vom Boden

Weder der Ball noch der Fuß darf das Spielfeld (inkl. Linien) bei der Ausführung des Services berühren. Der Ball wird aus der Hand (aus den Händen) oder vom Boden weg gespielt.
- Der Aufschlag muss innerhalb von 5 Sekunden, nachdem der Schiedsrichter das Signal (Pfiff) dazu gegeben hat, erfolgen.
- Der Ball muss über das Netz gespielt werden und innerhalb des Aufschlagfeldes des Gegners aufkommen.
- Berührt der Ball beim Service die Netzkante, kommt aber trotzdem im Aufschlagfeld auf, wird der Service wiederholt.
- Der Aufschlag wird immer von der Mannschaft ausgeführt, die den Punkt gewonnen hat.
- Die Spieler der gegnerischen Mannschaft dürfen den Service-Ball erst berühren, nachdem er in ihrer Hälfte aufgekommen ist.

### Der Ball im Spiel
- Anzahl der maximalen Bodenkontakte des Balles:
  - Einzel: 1
  - Doppel: 2
  - Tripel: 2

Während des Spiels muss der Ball, nachdem er das Netz überquert hat, nicht zuerst auf dem Boden aufkommen, bevor er gespielt werden darf (Ausnahme beim Service).
- Anzahl der maximalen Körperberührungen des Balles:
  - Einzel: 2
  - Doppel: 3
  - Tripel: 3

- Der Spieler darf den Ball mit allen Körperteilen berühren mit Ausnahme der Hände und Arme.
- Außer im Einzel darf der Ball nicht zweimal hintereinander berührt werden.
- Der Ball darf nur innerhalb des Spielfeldes auf den Boden kommen. Kommt der Ball außerhalb des Spielfeldes auf den Boden, verliert die Mannschaft, die den Ball zuletzt berührt hat, den Punkt.
- Berührt ein fremdes Objekt (z. B. ein Hund) den Ball, einen Spieler oder das Spielfeld, wird der Punkt wiederholt.
- Das Netz darf von keinem Spieler berührt werden, auch wenn der Ballwechsel bereits beendet wurde.
- Der Ball wurde nur korrekt gespielt, wenn er direkt über das Netz (nicht boden-auf) gespielt wurde und im gegnerischen Feld aufkommt.
- Während des Spiels ist es erlaubt, das gegnerische Bein, welches über das Netz in die eigene Spielhälfte gehalten wird, mit dem Körper (nicht aber mit den Armen oder Beinen) wegzustoßen.

### Turniere
Fußballtennis ist wie auch Fußball und andere populäre Sportarten eine Turniersportart, in der Welt- und Landesmeisterschaften abgehalten werden.

## Fußballtennis als Fußballtraining
Neben der Durchführung als eigenständige Sportart kann Fußballtennis auch zur technischen Schulung von Fußballspielern verwendet werden. Es kann auf relativ kleinem Raum gespielt werden; die Spieler sind angehalten, ihre Schüsse exakt zu dosieren und genau zuzuspielen; durch den Wegfall von Toren fallen Gefahrenmomente weg, sodass Fußballtennis auf Plätzen gespielt werden kann, auf denen Fußball nicht möglich oder erlaubt ist.

## Fußballtennis im Behindertensport
Gespielt wird auf einem Feld das 20 × 8 m groß ist. Aufgrund der Verletzungsgefahr  wird das Feld mit einer Leine und nicht mit einem Netz getrennt. Eine Mannschaft besteht aus 4 Spielern. Spätestens bei dem dritten Ballkontakt muss der Ball ins gegnerische Feld gespielt werden. Dabei darf weder der Ball, noch der Körper die Leine berühren. Gespielt wird mit einem Volleyball und die Leine ist 1 m hoch.
Gespielt werden 2 × 7 Minuten. Bei Sieg bekommt man 2 Punkte und bei Unentschieden jeweils 1 Punkt.